# The Girl in 419
The Girl in 419 é um filme norte-americano de 1933, do gênero drama, dirigido por Alexander Hall e George Somnes, baseado na história de Jules Furthman.